# Changé (Mayenne)
Pour les articles homonymes, voir Changé.
Ne doit pas être confondu avec Changé (Eure-et-Loir) ou Changé (Sarthe).
Changé, parfois appelée Changé-lès-Laval, est une commune française de l'unité urbaine de Laval, située dans le département de la Mayenne en région Pays de la Loire, peuplée de 6 482 habitants
Les habitants sont appelés Changéens.
La commune fait partie de la province historique du Maine, et se situe dans le Bas-Maine.

## Géographie
La commune se situe en France, dans le département de la Mayenne. Elle est limitrophe de huit communes dont Laval, la préfecture du département.
Elle est traversée par la Mayenne (rivière).

### Communes limitrophes
| Saint-Ouën-des-Toits | Saint-Germain-le-Fouilloux | Saint-Jean-sur-Mayenne |
| Le Genest-Saint-Isle | Changé                     | Louverné               |
| Saint-Berthevin      | Laval                      | Bonchamp-lès-Laval     |

### Climat
Pour des articles plus généraux, voir Climat des Pays de la Loire et Climat de la Mayenne.
En 2010, le climat de la commune est de type climat océanique altéré, selon une étude du CNRS s'appuyant sur une série de données couvrant la période 1971-2000. En 2020, Météo-France publie une typologie des climats de la France métropolitaine dans laquelle la commune est exposée à un climat océanique et est dans une zone de transition entre les régions climatiques « Bretagne orientale et méridionale, Pays nantais, Vendée » et « Moyenne vallée de la Loire ». 
Pour la période 1971-2000, la température annuelle moyenne est de 11,3 °C, avec une amplitude thermique annuelle de 13,6 °C. Le cumul annuel moyen de précipitations est de 752 mm, avec 12 jours de précipitations en janvier et 6,8 jours en juillet. Pour la période 1991-2020, la température moyenne annuelle observée sur la station météorologique de Météo-France la plus proche, « Laval-Etronnier », sur la commune de Laval à 3 km à vol d'oiseau, est de 11,9 °C et le cumul annuel moyen de précipitations est de 757,1 mm,. Pour l'avenir, les paramètres climatiques de la commune estimés pour 2050 selon différents scénarios d'émission de gaz à effet de serre sont consultables sur un site dédié publié par Météo-France en novembre 2022.
| Mois                                  | jan.          | fév.           | mars          | avril         | mai           | juin          | jui.          | août          | sep.          | oct.          | nov.          | déc.          | année      |
| ------------------------------------- | ------------- | -------------- | ------------- | ------------- | ------------- | ------------- | ------------- | ------------- | ------------- | ------------- | ------------- | ------------- | ---------- |
| Température minimale moyenne (°C)     | 2,7           | 2,4            | 4,1           | 5,7           | 9             | 11,9          | 13,7          | 13,7          | 11,1          | 8,8           | 5,4           | 3             | 7,6        |
| Température moyenne (°C)              | 5,4           | 5,9            | 8,3           | 10,7          | 14            | 17,2          | 19,1          | 19,2          | 16,3          | 12,7          | 8,5           | 5,8           | 11,9       |
| Température maximale moyenne (°C)     | 8,2           | 9,3            | 12,6          | 15,6          | 19            | 22,4          | 24,6          | 24,7          | 21,5          | 16,6          | 11,6          | 8,6           | 16,2       |
| Record de froid (°C) date du record   | −7,7 21.01.17 | −10,7 11.02.12 | −4,9 13.03.13 | −3 04.04.22   | −1 03.05.21   | 5 11.06.19    | 7,5 01.07.22  | 7,5 21.08.14  | 3,3 30.09.21  | −1,2 21.10.10 | −5,6 30.11.10 | −5,6 03.12.10 | −10,7 2012 |
| Record de chaleur (°C) date du record | 15,1 24.01.16 | 19,6 27.02.19  | 23,5 30.03.21 | 27,3 21.04.18 | 29,1 26.05.17 | 37,8 29.06.19 | 39,3 23.07.19 | 38,2 07.08.20 | 34,5 09.09.23 | 29,6 09.10.23 | 20,5 07.11.15 | 16,7 31.12.22 | 39,3 2019  |
| Ensoleillement (h)                    | 646           | 957            |               |               | 209           | 2 154         |               | 2 196         | 1 756         | 1 088         | 762           | 621           |            |
| Précipitations (mm)                   | 74            | 55             | 53,9          | 55            | 63,9          | 53,3          | 48,1          | 51,3          | 60,1          | 79,1          | 76            | 87,4          | 757,1      |

## Urbanisme

### Typologie
Au 1er janvier 2024, Changé est catégorisée ceinture urbaine, selon la nouvelle grille communale de densité à sept niveaux définie par l'Insee en 2022.
Elle appartient à l'unité urbaine de Laval, une agglomération intra-départementale regroupant trois  communes, dont elle est une commune de la banlieue,,. Par ailleurs la commune fait partie de l'aire d'attraction de Laval, dont elle est une commune de la couronne,. Cette aire, qui regroupe 66 communes, est catégorisée dans les aires de 50 000 à moins de 200 000 habitants,.

### Occupation des sols
L'occupation des sols de la commune, telle qu'elle ressort de la base de données européenne d’occupation biophysique des sols Corine Land Cover (CLC), est marquée par l'importance des territoires agricoles (73,3 % en 2018), en diminution par rapport à 1990 (88,7 %). La répartition détaillée en 2018 est la suivante : 
prairies (35,5 %), terres arables (28,8 %), zones urbanisées (9,6 %), zones agricoles hétérogènes (8,9 %), zones industrielles ou commerciales et réseaux de communication (8,7 %), mines, décharges et chantiers (5,4 %), espaces verts artificialisés, non agricoles (3 %). L'évolution de l’occupation des sols de la commune et de ses infrastructures peut être observée sur les différentes représentations cartographiques du territoire : la carte de Cassini (XVIIIe siècle), la carte d'état-major (1820-1866) et les cartes ou photos aériennes de l'IGN pour la période actuelle (1950 à aujourd'hui).

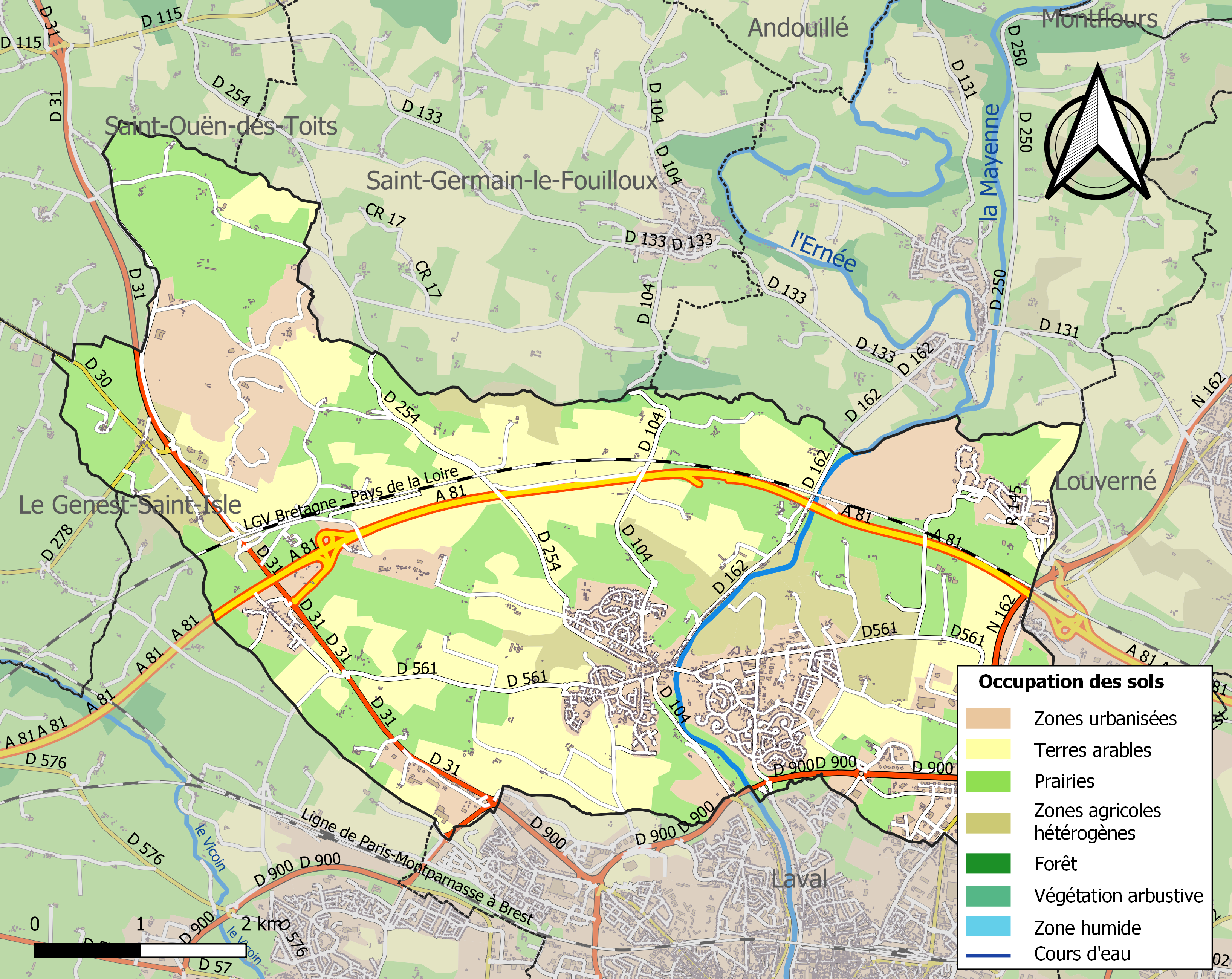
Carte des infrastructures et de l'occupation des sols de la commune en 2018 (CLC).

## Toponymie
Le toponyme est attesté sous la forme Calgiacum en 989. Il serait issu de l'anthroponyme latin Candius.
La commune est parfois nommée Changé-lès-Laval.

## Histoire
Changé absorbe la commune Changé-Oriental entre 1806 et 1820, et partiellement (avec Laval) la commune de Grenoux en 1863.
Changé accueille le siège de l'hebdomadaire indépendant L'Avenir agricole de 1944 jusqu'à l'arrêt de sa diffusion en 2020.

## Héraldique
| Armes de Changé | Les armes de la commune se blasonnent ainsi : Tranché : au 1er de gueules au château d'or, au 2e d'azur à trois merlettes de sable ordonnées en orle. |

## Politique et administration

### Administration municipale
Le conseil municipal est composé de vingt-neuf membres dont le maire et sept adjoints.

### Liste des maires
| Période       | Période               | Identité                 | Étiquette | Qualité |
| ------------- | --------------------- | ------------------------ | --------- | --- |
| 1790          |                       | Pierre Lévêque           |           | |
| 1791          |                       | Julien Bigot             |           | |
| 1791          |                       | Julien Lemaitre          |           | |
| 1792          |                       | Joseph Houstin           |           | |
| 1800          | 1808                  | Jean Chauvière           |           | |
| 1811          | 1813                  | Maurice Gasté de la Palu |           | |
| 1813          | 1857                  | Armand Aliney d'Elva     |           | |
| 1857          | 1884                  | Auguste-Armand d'Elva    |           | |
| 1884          | mai 1925              | Christian d'Elva         | FR        | Éleveur, conseiller général (1889 → 1925), sénateur de la Mayenne (1906 → 1925)                                |
| mai 1925      | juin 1960 (décès)     | René Régnault d'Évry     |           | |
| juillet 1960  |                       | Hippolyte Gâté           |           | |
| décembre 1961 | mars 1977             | Auguste Dalibard         |           | |
| mars 1977     | mars 2001             | Bernard Pichot           | DVD       | Ingénieur (DDAF de la Mayenne)                                                                                 |
| mars 2001     | mars 2008             | Georges Heuveline        | DVD       | Retraité, ancien cadre de direction à la CAM                                                                   |
| mars 2008     | juin 2014 (démission) | Olivier Richefou         | AC-UDI    | Avocat d'affaires, conseiller général (2001 → 2004 puis 2011 → 2015), 7e vice-président de Laval Agglomération |
| juin 2014     | mai 2020              | Denis Mouchel            | DVD       | Inspecteur d'assurances, 6e vice-président de Laval Agglomération                                              |
| mai 2020      | En cours              | Patrick Péniguel         | UDI       | Responsable institutionnel à la SNCF, 10e vice-président de Laval Agglomération (2020 → )                      |

### Politique de développement durable
La commune a engagé une politique de développement durable en lançant une démarche d'Agenda 21 en 2008.

## Population et société

### Démographie
L'évolution du nombre d'habitants est connue à travers les recensements de la population effectués dans la commune depuis 1793. Pour les communes de moins de 10 000 habitants, une enquête de recensement portant sur toute la population est réalisée tous les cinq ans, les populations de référence des années intermédiaires étant quant à elles estimées par interpolation ou extrapolation. Pour la commune, le premier recensement exhaustif entrant dans le cadre du nouveau dispositif a été réalisé en 2006.
En 2022, la commune comptait 6 482 habitants, en évolution de +8,94 % par rapport à 2016 (Mayenne : −0,73 %, France hors Mayotte : +2,11 %).
| 1793  | 1800  | 1806  | 1821  | 1831  | 1836  | 1841  | 1846  | 1851  |
| ----- | ----- | ----- | ----- | ----- | ----- | ----- | ----- | ----- |
| 1 849 | 1 575 | 1 622 | 1 768 | 2 004 | 1 985 | 2 034 | 2 045 | 2 046 |

| 1856  | 1861  | 1866  | 1872  | 1876  | 1881  | 1886  | 1891  | 1896  |
| ----- | ----- | ----- | ----- | ----- | ----- | ----- | ----- | ----- |
| 2 106 | 2 421 | 1 896 | 1 771 | 1 824 | 1 706 | 1 672 | 1 617 | 1 545 |

| 1901  | 1906  | 1911  | 1921  | 1926  | 1931  | 1936  | 1946  | 1954  |
| ----- | ----- | ----- | ----- | ----- | ----- | ----- | ----- | ----- |
| 1 544 | 1 510 | 1 526 | 1 352 | 1 332 | 1 240 | 1 302 | 1 478 | 1 343 |

| 1962  | 1968  | 1975  | 1982  | 1990  | 1999  | 2006  | 2011  | 2016  |
| ----- | ----- | ----- | ----- | ----- | ----- | ----- | ----- | ----- |
| 1 319 | 1 414 | 2 002 | 2 889 | 4 323 | 4 909 | 5 261 | 5 606 | 5 950 |

| 2021  | 2022  | - | - | - | - | - | - | - |
| ----- | ----- | - | - | - | - | - | - | - |
| 6 397 | 6 482 | - | - | - | - | - | - | - |

## Économie
L'industrie laitière et fromagère est représentée par le groupe Lactalis, et la métallerie-mécanique par la fonderie Auto Cast du groupe APM Bléré-Laval. De nombreux commerces sont implantés à Changé dont Carrefour, ainsi qu'une clinique neuro-psychiatrique.
L'entreprise Séché Environnement, spécialisée dans le traitement et le stockage des déchets, a son siège à Changé. Elle travaille en collaboration avec la CODEMA (Coopérative de déshydratation de la Mayenne) en lui fournissant les gaz des ordures ménagères, afin de traiter les fourrages des agriculteurs[réf. nécessaire].

## Lieux et monuments
- Château de Beauvais, détruit
- Château de la Jaffetière
- Château du Ricoudet

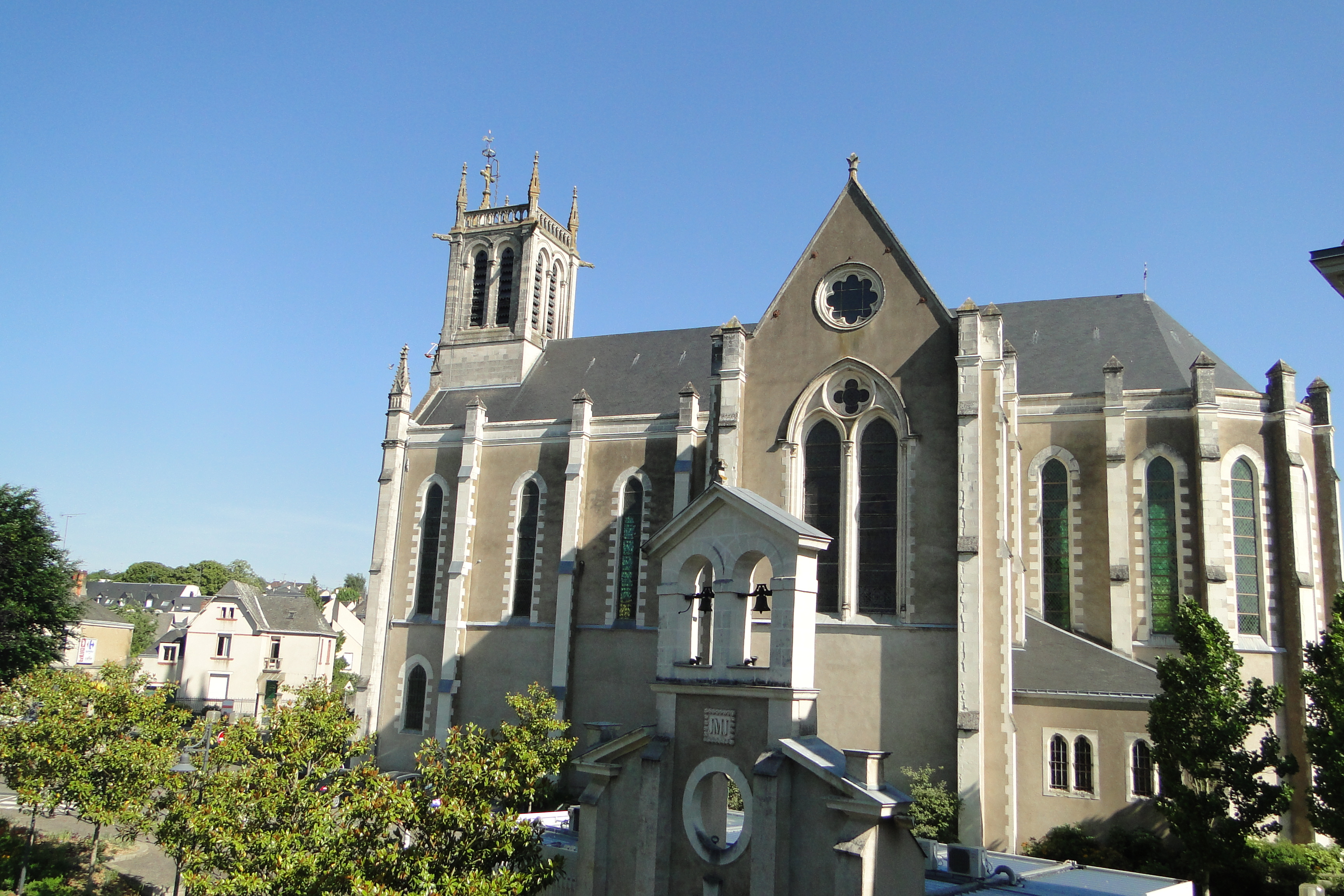
L'église Saint-Pierre.

- Église Saint-Pierre, du XIXe siècle. Elle abrite une cloche du XVIIIe et un tableau du XIXe (Le Songe de saint Joseph) classés à titre d'objets aux Monuments historiques[29].
- Château de Changé.
- Parc des Ondines.
- Prieuré de Changé.
- Manoir de la Coudre

## Activité, label et manifestations

### Labels
La commune est une ville fleurie (quatre fleurs) au concours des villes et villages fleuris.
Il lui a été accordé également le label Ville internet (quatre arobases).

## Sports
L'Union sportive changéenne fait évoluer trois équipes de football en ligue du Maine et une quatrième équipe en division de district.
Le territoire accueille le golf de Changé.

## Jumelages
- Ichenhausen (Allemagne) depuis 1994.

## Personnalités liées à la commune
- Famille d'Elva.
- Louis-Jean Garreau  (1827 à Changé - 1883 à Changé), médecin.
- Joseph Barré (1836 à Changé - 1893), homme politique.
- Christian d'Elva (1850 à Changé - 1925 à Changé), homme politique.
- Catherine d'Aliney d'Elva (1888 à Changé - 1977), joueuse de tennis.
- Berthe Marcou (1914-1993 à Changé), artiste peintre, graveur.
- Michel Le Milinaire (1931), entraîneur de football, réside à Changé.
- Hejnoch, Rosa et Jacques Gass. Habitants de Changé, déportés à Auschwitz par les fascistes en 1942.